# Henrike Müller
Henrike Müller (* 9. November 1975 in Dessau) ist eine deutsche Politikerin (Bündnis 90/Die Grünen). Von November 2011 bis Januar 2016 war sie Vorstandssprecherin des bremischen Landesverbands ihrer Partei. Seit 2015 ist sie Mitglied der Bremischen Bürgerschaft und seit 2023 Vorsitzende der dortigen Grünen-Fraktion.

## Biografie

### Familie, Ausbildung und Beruf
Nach der Wende zog Müller mit ihrer Familie nach Bremen. Sie legte ihr Abitur ab und studierte anschließend zwischen 1995 und 2000 an der Universität Bremen Politikwissenschaft, Geschichte, Soziologie und öffentliches Recht.
Im Jahre 2000 erhielt sie einen Lehrauftrag am Institut für Politikwissenschaften an der Universität Bremen. Seit 2003 ist sie dort als Dozentin für Integrierte Europastudien, Politikwissenschaft und Gender Studies tätig. 2006 wurde sie im Fachbereich Sozialwissenschaften mit der Dissertation Gender Mainstreaming im Mehrebenensystem der EU – Erfolge und Grenzen regionaler Politik-Innovationen zum Dr. rer. pol. promoviert. Zwischen 2007 und 2010 arbeitete sie freiberuflich im EuropaPunktBremen des Senators für Umwelt, Bau, Verkehr und Europa – einer Anlaufstelle im Gebäude der Bremischen Bürgerschaft, die interessierten Bürgern Informationen und Auskünfte über die Arbeit der Europäischen Union gibt und zudem Workshops und Diskussionsrunden veranstaltet. Dort oblagen Müller die Schwerpunkte Praktikantenausbildung, Öffentlichkeitsarbeit, Veranstaltungskonzeption und Kooperationspflege. Darüber hinaus war sie im gleichen Zeitraum auch Projektleiterin im International Office der Universität und kümmerte sich um die Integration internationaler Studierender und Doktoranden, Drittmittelakquise und Programmplanung. 
Müller sitzt im Vorstand des universitären Zentrum Gender Studies (ZGS) und ist Geschäftsführerin des Landesverbandes der Europa-Union Deutschland. Bereits seit 2005 war sie wissenschaftliche Mitarbeiterin am Jean Monnet Centre for European Studies (CEuS); seit Juli 2010 ist sie wissenschaftliche Assistentin.
Müller ist ledig und wohnt in Bremen-Mitte.

### Politik
Müller trat 2009 Bündnis 90/Die Grünen bei und wurde im Zuge der Bürgerschaftswahl im Mai 2011 in den Beirat Mitte gewählt. Im November 2011 wurde sie  zusammen mit Hermann Kuhn zur Vorstandssprecherin der Bremer Grünen gewählt. 2013 erfolgte die Wiederwahl, nun zusammen mit Ralph Saxe.
Müller wurde 2015 als Nachrückerin für ein Senatsmitglied Abgeordnete der 19. Bremischen Bürgerschaft. 2019 und 2023 wurde sie erneut in die Bürgerschaft gewählt. Seit dem 5. Juli 2023 ist sie als Nachfolgerin von Björn Fecker, der Senator wurde, Fraktionsvorsitzende. Bei der Europawahl 2019 kandidierte Müller auf Platz 23 der Grünen-Bundesliste, der jedoch nicht für den Einzug ausreichte. Im März 2024 verzichtete sie nach dem Rücktritt von Malte Gallée, für die letzten Monate der Wahlperiode in das Europäische Parlament nachzurücken.

## Publikationen
- Gender Mainstreaming im Mehrebenensystem der EU. Lit Verlag, Münster 2007, ISBN 978-3-82580-125-0.
- Ein Recht auf Rechte in Europa? Zur Bedeutung Europäischer Grundrechte im Kontext nationaler Praktiken. Lit Verlag, Münster 2013, ISBN 978-3643120779.